# 빌리 웨스트
빌리 웨스트(Billy West, 1950년 4월 16일~)는 미국의 성우이다.

## 출연 작품
- 조의 아파트 - 랄프
- 스페이스 잼 - 벅스 버니
- 루니툰: 백 인 액션 - 엘머 퍼드
- 퓨처라마-필립 프라이, 판스워드 박사
- 렌과 스팀피 - 렌(시즌 3~5), 스팀피(시즌 1~5)